# GAZ-69
El GAZ-69 es un vehículo todoterreno con tracción en las cuatro ruedas (4x4) construido por la corporación GAZ (ГАЗ, o la Gorkovskij Awtomobilnyj Zavod/Fábrica Automotriz de Gorki) entre 1952 y 1972.

## Uso militar
Se fabricó para las fuerzas militares soviéticas la versión 2P26, armada con el sistema antitanque AT-1 Snapper. Asimismo fue ampliamente utilizado en Afganistán en la década de 1970; normalmente en colores kaki, negro y azul.
El líder de la Revolución cubana Fidel Castro solía usarlo en casi todos sus movimientos en la isla. Confiaba en esos vehículos y eran sus preferidos con respecto a otros más modernos.

## Uso civil
Normalmente se usa como un eficiente modo de transporte, y se valora mucho debido a su robustez y fiabilidad mecánica. Es muy común verlo en países de América del Sur, África y en Asia en general, pero es más común en la península indochina (Camboya, Laos, Tailandia y Vietnam); en donde se usa más que todo en las zonas en donde no existen vías asfaltadas, o en las zonas en donde se requiere de vehículos dotados de fuerza y una gran movilidad.